# 정원강
정원강(1929년 2월 17일 ~ )은 대한민국의 정치인이다. 제40대 함평군수를 역임했다.

## 역대 선거 결과
|  | 79.9% |

|  | 32.72% |